# Huisvlijt

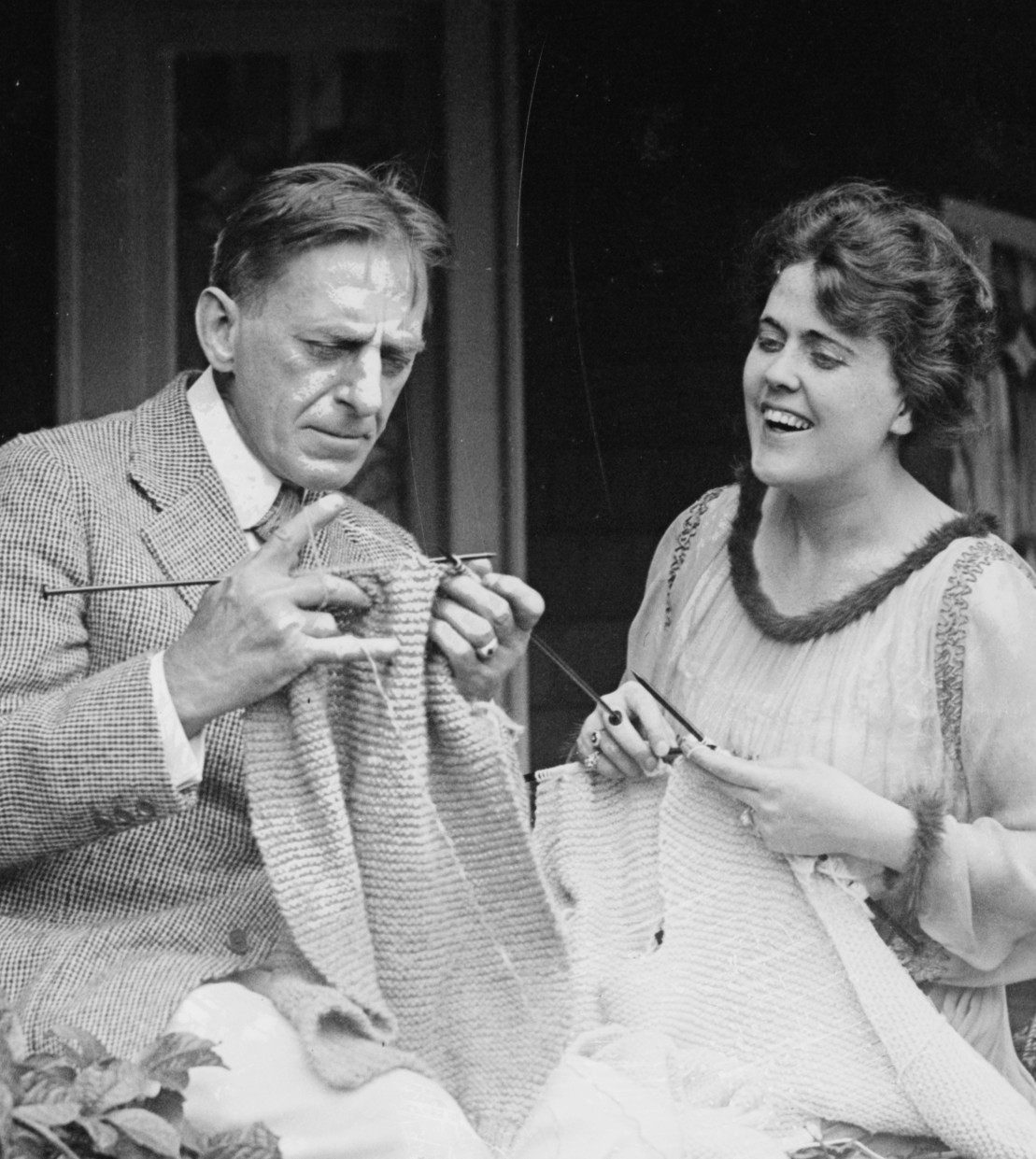
Breien als huisvlijt

Met huisvlijt worden praktische en/of decoratieve werken aangeduid, die zijn gemaakt door mensen die geen scholing daarin hadden maar, vaak voor eigen gebruik, voorwerpen voor alledaags gebruik vervaardigden of beschilderden. Voorbeelden van huisvlijt zijn gebreide mutsen en andere kledingstukken, geborduurde tafelkleden, beschilderde klompen, enz. Volkskunst valt ook onder huisvlijt, maar met de term huisvlijt worden ook zaken bedoeld die meer praktische en minder decoratieve waarde hebben. Zelfgemaakt meubilair en andere huisraad vallen ook onder huisvlijt.
Het vervaardigen ervan werd op het platteland vaak uitgevoerd in de perioden dat er op het land weinig werk te verrichten was. Men kon zich geen kunstwerken veroorloven, maar wilde toch iets moois in huis hebben om tegenaan te kijken. Bepaalde attributen van klederdrachten werden ook zelf vervaardigd, enerzijds om kosten te besparen en anderzijds om zichzelf te kunnen profileren.
In het verleden werd op huisvlijt neergekeken omdat de makers ervan geen kunstzinnige scholing hebben genoten. Tegenwoordig kijkt men er wat genuanceerder tegenaan. De term "huisvlijt" zegt uitsluitend iets over de achtergrond van een voorwerp en niets over de artistieke en technische kwaliteit ervan.